# Roger (football, 1978)
Pour les articles homonymes, voir Roger.
 Roger Galera Flores, plus communément appelé Roger, est un footballeur brésilien né le 17 août 1978 à Rio de Janeiro (Brésil). Il occupe le poste de milieu offensif.

## Carrière de joueur

### En club
- 1999 - 2000 : Fluminense FC (119 matchs, 28 buts) ( Brésil)
- 2000 - 2001 : Benfica Lisbonne (36 matchs, 7 buts) ( Portugal)
- 2001 - 2002 : Fluminense FC (39 matchs, 16 buts) ( Brésil)
- 2002 - 2004 : Benfica Lisbonne (28 matchs, 7 buts) ( Portugal)
- 2004 - 2004 : Fluminense FC (44 matchs, 5 buts) ( Brésil)
- Janvier 2005 – février 2005 : Benfica Lisbonne ( Portugal)
- février 2005 - 2007 : SC Corinthians ( Brésil)
- 2007 : CR Flamengo (15 matchs, 2) ( Brésil)
- 2008 : Grêmio Porto Alegre (6 matchs, 4 buts) ( Brésil)
- 2008-2010 : Qatar S.C. (prêt) ( Qatar)
- 2010 : Cruzeiro Esporte Clube ( Brésil)

Il a été « ballon d’argent brésilien » en 2001

### En équipe nationale
Roger compte 6 sélections avec l'équipe du Brésil, la première en août 2000.
Il a disputé trois matches lors des Jeux olympiques d'été de 2000.

### Palmarès
- Vainqueur du Tournoi Pré-Olympique en 2000 avec l'équipe du Brésil (sans jouer).
- Champion du Brésil en 2005 avec SC Corinthians.
- Champion de Série C en 1999 avec Fluminense FC.